# Rebecca Marino
Rebecca Marino (Toronto, 16 de diciembre de 1990) es una tenista canadiense de ascendencia italiana.
Su mejor clasificación en la WTA fue la número 38 del mundo, que llegó el 11 de julio de 2011. En dobles alcanzó número 210 del mundo, que llegó el 21 de junio de 2010. Hasta la fecha, ha ganado 9 individuales y dos títulos de dobles en el ITF tour.
Rebecca decidió tomarse un descanso indefinido del tenis a finales de febrero de 2013. Cinco años más tarde, en 2018, volvió a las canchas con mucha fuerza, ganando hasta 4 torneos de la ITF de forma consecutiva. Unos meses más tarde, tras el torneo de Quebec, aparecía de nuevo ya en el top200 de la WTA.

## Primeros años
Rebecca Marino nació en Toronto, hija de inmigrantes italianos, se mudó a Vancouver cuando solo tenía dos años. Con 10 años comenzó a practicar el tenis y en 2009 se trasladó a Montreal para comenzar a entrenar profesionalmente.

## Carrera tenística

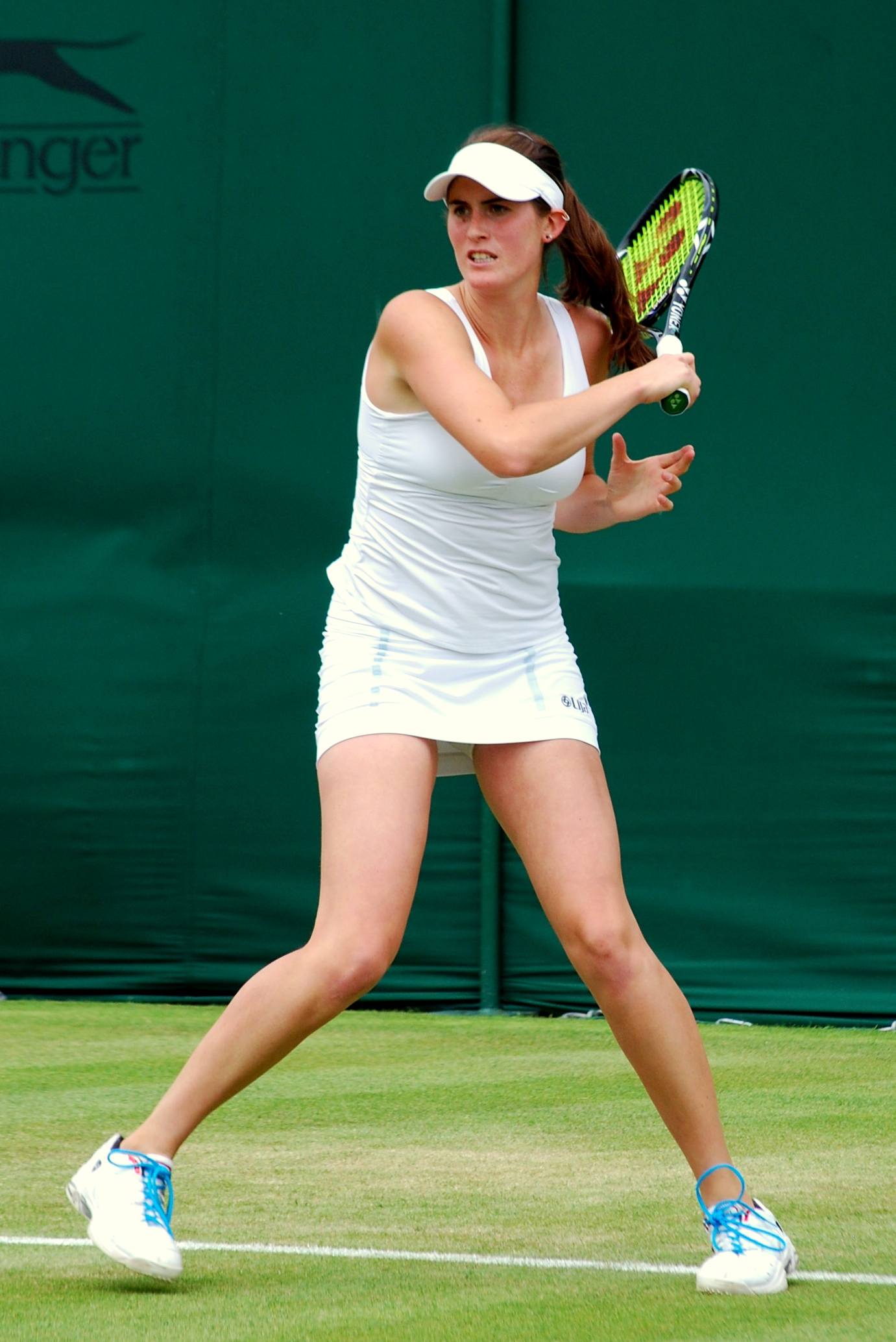
Rebecca Marino en el Campeonato de Wimbledon, 2011.

### 2010
Rebecca Marino disputó su primer Grand Slam en el Abierto de Estados Unidos 2010. ganó las tres primeras rondas clasificatorias, en la primera ronda del torneo venció a la rusa Ksenia Pervak, pero en la segunda le tocó enfrentarse a la por entonces número 4 del mundo, Venus Williams, siendo vencida en dos sets.
Su siguiente torneo se disputó en Quebec, allí vencería en los dos primeros partidos a su compatriota Heidi El Tabakh, y en la segunda a Marion Bartoli, siendo su primera victoria contra una Top 20 del ranking de la WTA. En cuartos de final acabó perdiendo contra Bethanie Mattek-Sands en dos sets.

## Títulos WTA (0; 0+0)

### Individual (0)
| Leyenda                    |
| -------------------------- |
| Grand Slam (0)             |
| Juegos Olímpicos (0)       |
| WTA Tour Championships (0) |
| Premier Mandatory (0)      |
| Premier 5 (0)              |
| Premier (0)                |
| International (0)          |

#### Finales (1)
| No. | Fecha                 | Torneo  | Superficie | Oponente en la final | Resultado |
| 1.  | 19 de febrero de 2011 | Memphis | Dura (i)   | Magdaléna Rybáriková | 2-6, ret. |

## Títulos WTA 125s

### Individuales (1–0)
| Resultado | Fecha                   | Torneo  | Superficie | Oponente     | Puntaje  |
| --------- | ----------------------- | ------- | ---------- | ------------ | -------- |
| Campeona  | 10 de noviembre de 2024 | Midland | Dura (i)   | Alycia Parks | 6-2, 6-1 |

### Dobles (2–0)
| Resultado | Fecha                 | Torneos    | Superficie        | Pareja        | Oponentes                         | Resultado        |
| --------- | --------------------- | ---------- | ----------------- | ------------- | --------------------------------- | ---------------- |
| Campeona  | 31 de julio de 2021   | Charleston | Tierra batida (v) | Liang En-shuo | Erin Routliffe Aldila Sutjiadi    | 5-7, 7-5, [10-7] |
| Campeona  | 25 de octubre de 2024 | Tampico    | Dura              | Carmen Corley | Alina Korneeva Polina Kudermetova | 6-3, 6-3         |

## Títulos ITF

### Individual (11)
| Torneos de $100,000 |
| Torneos de $80,000  |
| Torneos de $60,000  |
| Torneos de $25,000  |
| Torneos de $15,000  |
| Torneos de $10,000  |

| N.º | Fecha                    | Torneo                      | Superficie | Oponentes            | Resultado           |
| --- | ------------------------ | --------------------------- | ---------- | -------------------- | ------------------- |
| 1.  | 24 de agosto de 2008     | Trecastagni, Italia         | Dura       | Alice Moroni         | 6-2, 6-2            |
| 2.  | 25 de septiembre de 2010 | Saguenay, Canadá            | Dura (i)   | Alison Riske         | 6-4, 6-7(4), 7-6(5) |
| 3.  | 10 de octubre de 2010    | Kansas City, Estados Unidos | Dura       | Edina Gallovits-Hall | 6-7(4), 6-0, 6-2    |
| 4.  | 17 de octubre de 2010    | Troy, Estados Unidos        | Dura       | Ashley Weinhold      | 6-1, 6-2            |
| 5.  | 21 de octubre de 2012    | Rock Hill, Estados Unidos   | Dura       | Sharon Fichman       | 3-6, 7-6(5), 6-2    |
| 6.  | 5 de febrero de 2018     | Antalya, Turquía            | Dura       | Cristina Ene         | 6-3 6-3             |
| 7.  | 11 de febrero de 2018    | Antalya, Turquía            | Dura       | Nina Stadler         | 6-1 6-4             |
| 8.  | 18 de febrero de 2018    | Antalya, Turquía            | Dura       | Gaia Sanesi          | 6-2 6-1             |
| 9.  | 15 de julio de 2018      | Winnipeg, Canadá            | Dura       | Julia Glushko        | 7-6(3) 7-6(4)       |
| 10. | 22 de septiembre de 2018 | Lubbock, Estados Unidos     | Dura       | Robin Anderson       | 6-4 6-1             |
| 11. | 19 de mayo de 2019       | Kurume, Japón               | Carpet     | Yuki Naito           | 6-4 7-6             |

Ganó el Future de Méjico 01A a Julie Niemeyer (Alem.) 6-1 6-2 el 11/1/2024
Ganó el Future de Gran Bretaña 08A a Jessica Ponchet 4-6 6-1 6-4.
Ganó el Future de Canadá a A. Rogers 7-5 6-4 el 20/10/2024

### Dobles (2)
| Torneos de $100,000 |
| Torneos de $75,000  |
| Torneos de $50,000  |
| Torneos de $25,000  |
| Torneos de $15,000  |
| Torneos de $10,000  |

| N.º | Fecha                 | Torneos                    | Superficie | Pareja         | Oponentes                        | Resultado        |
| --- | --------------------- | -------------------------- | ---------- | -------------- | -------------------------------- | ---------------- |
| 1.  | 27 de julio de 2008   | Evansville, Estados Unidos | Dura       | Ellah Nze      | Courtney Dolehide Kirsten Flower | 7-5, 6-3         |
| 2.  | 12 de octubre de 2008 | Southlake, Estados Unidos  | Dura       | Beatrice Capra | Mary Gambale Elizabeth Lumpkin   | 3-6, 6-4, [10-6] |